# Kurt Edelhagen

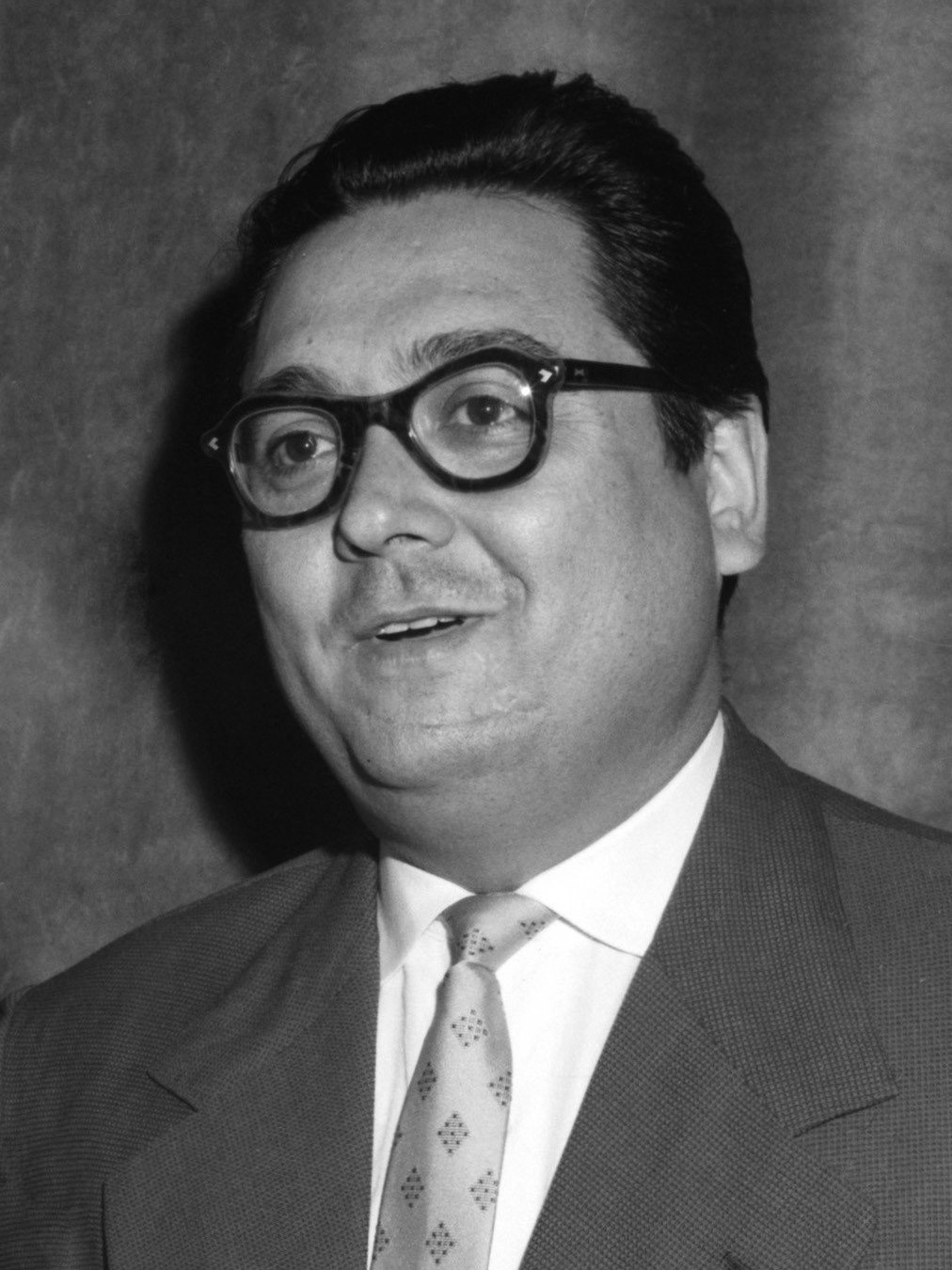
Kurt Edelhagen in Scheveningen, 1958

Kurt Ludwig Edelhagen (* 5. Juni 1920 in Börnig (jetzt Herne); † 8. Februar 1982 in Köln) war ein deutscher Jazz-Musiker und führender Bigband-Leader der 1950er und 1960er Jahre.

## Leben und Werk
Edelhagen studierte seit 1937 an der Folkwangschule in Essen Klavier und Klarinette, besuchte hier auch die Dirigentenklasse und schloss 1941 das Studium mit Auszeichnung ab. Pläne, die Dirigentenausbildung in Wien fortzusetzen, um Leiter eines Sinfonieorchesters zu werden, ließen sich kriegsbedingt nicht realisieren. Edelhagen wurde eingezogen und kam als Klarinettist in ein Musikkorps der Wehrmacht, das in Frankreich eingesetzt wurde. Dort lernte er, der schon als Folkwang-Schüler mit Klassenkameraden heimlich Jazz gehört und gespielt hatte, erstmals professionelle Jazzmusiker kennen.
Nach Kriegsende gründete Edelhagen im Sommer 1945 in Herne eine Combo, die er mit Hilfe seines langjährigen Schlagzeugers Bobby Schmidt bald zur Bigband erweiterte. Die Band spielte zunächst nur in britischen Soldatenclubs und trat erstmals am 25. März 1946 in der Herner Schauburg vor einem deutschen Publikum auf. Im Mai wechselte das Orchester in die amerikanische Besatzungszone, wurde für US-Soldatenclubs in Bad Kissingen und Heidelberg verpflichtet, spielte 1947 im Münchner Haus der Kunst (damals amerikanisches Offizierskasino), danach im Heidelberger Stardust Club. Schon zu jener Zeit hatte Edelhagen „durch intensive Probenarbeit […] einen Klangkörper geschaffen, der aus dem Gros der zu jener Zeit recht zahlreichen Club-Bands herausragte und die Aufmerksamkeit der Fachleute auf sich zog.“ Einer von ihnen, der AFN-Diskjockey und spätere Programmdirektor Johnny Vrotsos, begeisterte sich für die junge Edelhagen-Band und verschaffte ihr ein Engagement in Frankfurt am Main beim europäischen Hauptquartier der US-Streitkräfte. Im I.G.-Casino des I.G-Farben-Hauses trat das Edelhagen-Orchester seit Mai 1948 jeden Abend auf, von den Amerikanern enthusiastisch als „best Band of the European Command“ gepriesen. Beim AFN nahm Edelhagen 1948 erste Rundfunkaufnahmen auf. Regelmäßig war die Band 1948/1949 über AFN München und Frankfurt zu hören, im BFN Hamburg oder bei BBC London, auch über deutsche Sender wie Radio München (hier in der legendären Sendereihe „Mitternacht in München“), Stuttgart, Baden-Baden oder Frankfurt.
Als im Dezember 1948 Joe Wick nach einem Gastspiel in Frankfurt sein Orchester auflösen musste, konnte Edelhagen die besten Wick-Musiker für sein Orchester gewinnen: Die Trompeter Fred Bunge und Hanne Wilfert, die Saxophonisten Bubi Aderhold und Paul Biste, die Posaunisten Otto Bredl und Erich Well. Sie trugen in den kommenden Jahren wesentlich zum Klangprofil des Orchesters bei, das die Zuhörer durch seinen ausdrucksstarken Sound und vor allem durch sein präzises Zusammenspiel beeindruckte. Die amerikanischen Muster blieben jedoch unüberhörbar. Neben den Orchestern von Ellington und Dizzy Gillespie war Edelhagens großes Vorbild Ende der 40er Jahre der großorchestrale Stil Stan Kentons und dessen kompromissloser, innovativer Umgang mit dem Klangkörper Big Band. „Stan Kenton“, so Joachim Ernst Berendt, „war damals das letzte Wort im Big Band Jazz. Und Kurt Edelhagen erschien uns von Anfang an als die deutsche Antwort auf die amerikanische Herausforderung durch Kenton, – wie sich denn auch, als Kenton nach Deutschland kam, eine gute Beziehung zwischen den beiden Band-Leadern ergab.“ So arrangierten und schrieben einige Edelhagen-Musiker für das Orchester Stücke, die – teilweise vom Bebop beflügelt – durchgehend einen starken Kenton-Einschlag verraten: Edelhagens damaliger Pianist und Hauptarrangeur Erich Becht etwa mit seinen Kompositionen Unison Bop oder Percussion in Bop, Paul Biste mit Infection oder Too Late, der Trompeter Fred Bunge, als Solist Star des Orchesters, mit seiner Progressiven Studie. Damit hatte Edelhagen früh begonnen, alternativ zu den amerikanischen Vorbildern ein eigenes Jazz-Repertoire aufzubauen. Auch Kentons Vorstellung von „Progressive Jazz“ passte in Edelhagens musikalisches Konzept, der schon 1949 unterstrich, „daß man den Jazz unbedingt in die Kategorie der ‚neuen Musik‘ einreihen müsse“. Bis in die 1950er Jahre eilte Edelhagen daher der Ruf eines „deutsche(n) Stan Kenton“ voraus.
Das Engagement im Frankfurter I.G.-Casino und die Tanz-Club-Ära des Orchesters in alliierten Soldatenclubs endete kurz nach Gründung der Bundesrepublik Deutschland. Zum 1. Juli 1949 wurde Edelhagens Band, zu dem nun auch die Saxophonisten Franz von Klenck und Paul Martin gehörten, für den Bayerischen Rundfunk beim Sender Radio Nürnberg als Jazz- und Unterhaltungsorchester verpflichtet. Dort wurden bis 1951 auch einige Schallplatten mit Jazz für Austrophon eingespielt; zugleich entstanden Aufnahmen mit Tanzmusik, die über das Label Philips vertrieben wurden.

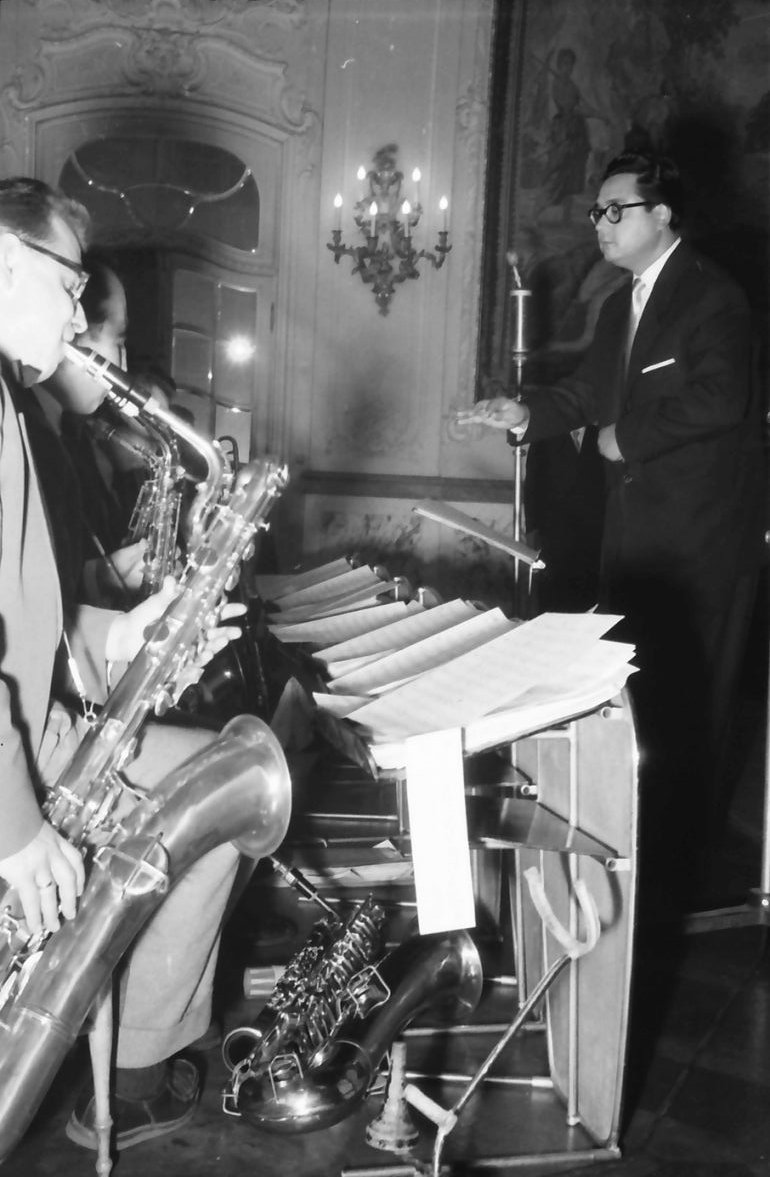
Kurt Edelhagen (rechts) bei den Donaueschinger Musiktagen, 1954

Edelhagen wechselte mit seinem Orchester am 1. Januar 1952 zum Südwestfunk Baden-Baden. Neben der Produktion von Tanz- und Unterhaltungsmusik stand auch hier Jazzmusik im Mittelpunkt. Um die hohen Anforderungen für modernen Bigband-Jazz erfüllen zu können, tauschte Edelhagen Musiker oft aus, so dass die enorme Fluktuation (151 Musiker in sieben Jahren) sogar in einem Teil der Presse moniert wurde. Der Auftritt des Orchesters 1954 beim Salon du Jazz in Paris sorgte für internationales Aufsehen. Edelhagen nahm mit seiner Band ab März 1954 an der wöchentlichen Sendereihe Jazztime Baden-Baden von Joachim-Ernst Berendt teil, die das Orchester weit über den südwestdeutschen Raum bekannt machte. Hier spielte er mit zahlreichen Stars der internationalen Jazz-Szene zusammen, so mit Lionel Hampton, Mary Lou Williams oder Chet Baker, anlässlich der 1000. Jazz-Sendung des SWF 1956 mit dem Modern Jazz Quartet und Miles Davis. Auf der Suche nach einer Sängerin für seine Bigband entdeckte Edelhagen 1953 in Baden-Baden Caterina Valente, mit der er Anfang Juni 1954 beim 3. Salon du Jazz in Paris, dem damals führenden europäischen Jazz-Festival, auftrat, und kurz darauf beim 2. Deutschen Jazzfestival in Frankfurt a. M., wo Edelhagen mit seinem Orchester mehrfach zu Gast war. Große Beachtung im zeitgenössischen Musikleben fand Edelhagens Auftritt bei den Donaueschinger Musiktagen im Oktober 1954. Hier dirigierte er Igor Strawinskis Ebony Concerto, das Strawinski 1945 für die Band von Woody Herman komponiert hatte, und wirkte mit seinem Orchester an der Uraufführung von Rolf Liebermanns Concerto for Jazzband and Symphony Orchestra mit, einer damals neuartigen Verbindung von Jazz und symphonischer Musik auf Grundlage der Zwölftontechnik. Die vom Publikum begeistert aufgenommene Uraufführung, vor allem das Zusammenspiel der Edelhagen-Band mit dem Sinfonieorchester des Südwestfunks unter der Leitung von Hans Rosbaud wurde zur Sensation der Donaueschinger Musiktage. Zahlreiche Kritiker bescheinigten Edelhagen, den Jazz in Deutschland „salonfähig“ gemacht und erfolgreich für die wachsende Akzeptanz von Jazzmusik unter Hörern klassischer oder Neuer Musik geworben zu haben. Schon am Vorabend der Musiktage hatte er mit seinem Orchester vor einem geladenen Publikum gespielt und hier Heinz Kiesslings Scales, „das erste streng zwölftönige, swingende Werk für Jazz Big Band“ vorgestellt, mit „spektakulärem“ Echo, wie Joachim-Ernst Berendt betont. 1955 folgte die Uraufführung von Bill Russos Ballettmusik The World of Alcina durch das Edelhagen-Orchester.
Am 1. April 1957 ging er zum WDR nach Köln, wo er – ein Novum im europäischen Jazz – eine internationale Bigband zusammenstellte, die keine Tanzmusik-Verpflichtungen hatte, sondern sich auf den Jazz konzentrieren konnte. Neue Arrangements von Francy Boland, Jimmy Deuchar oder Ernie Wilkins führten zu einem neuen Sound. Edelhagen nahm in den kommenden Jahren auch weiter konzertant wirkende Musik, ambitionierte Kompositionen aus dem Bereich von Third Stream oder gelegentlich auch Free Jazz in sein Repertoire auf, so etwa Kompositionen von Pavel Blatný (gespielt 1966 bei den Berliner Jazztagen), von Carla Bley (Oni puladi, 1970) oder Manfred Schoof (mehrere Einspielungen 1971 und 1972).
In Köln blieb Edelhagen bis zur Auflösung seines Vertrags durch den WDR im Jahre 1972. Dort baute er auch 1958 die Jazzklasse der Musikhochschule Köln auf, die erste ihrer Art in Europa. Fünf Jahre lang war er hier als Dozent tätig.
1972 spielte Edelhagen mit seiner Bigband eines der längsten Medleys der Musikgeschichte: Den Einmarsch der Nationen zu den Olympischen Spielen in München. Für Idee, Durchführung und Gesamtleitung der Begleitmusik zur Olympiade erhielt er 1973 ebenso wie seine Arrangeure Dieter Reith, Jerry van Rooyen und Peter Herbolzheimer das Bundesverdienstkreuz Erster Klasse. Die erschienene Langspielplatte mit dem Titel Olympia Parade stand vom 15. November 1972 bis zum 14. Januar 1973 zwei Monate an Nummer eins der deutschen Album-Charts.
In Edelhagens Big Band spielten Musiker wie Charly Antolini, Benny Bailey, Fred Bunge, Bob Carter, Stuff Combe, Francis Coppieters, Jimmy Deuchar, Carl Drewo, Gerd Dudek, Maffy Falay, Horst Fischer, Johnny Fischer, Wilton Gaynair, Dusko Goykovich, Tubby Hayes, Derek Humble, Tony Inzalaco, Christian Kellens, Shake Keane, Rick Kiefer, Heinz Kretzschmar, Günter Lenz, Palle Mikkelborg, Ferdinand Povel, Rob Pronk, Bora Roković, Dieter Reith, Rolf Schneebiegl, Ronnie Stephenson, Joe Sydow, Peter Trunk, Werner Twardy, Heinz „Mecky“ Schäning, Heiner Wiberny und Jiggs Whigham.
Zu den Arrangeuren gehörten neben Heinz Kiessling, Heinz Gietz, Werner Twardy, Francy Boland, Claus Ogerman und Bora Roković auch zahlreiche amerikanische Musiker wie etwa Bill Russo, Bill Holman oder Quincy Jones, der 1971 die Schallplatte Kurt Edelhagen plays Jim Webb arrangierte. In den 1970er Jahren beschäftigte Edelhagen für sein Jazz-Repertoire als Komponisten und Arrangeure neben Herbolzheimer und Rooyen auch Michael Gibbs, Kenny Napper, Fritz Pauer, Hans Salomon und John Warren.
Edelhagen trat auf zahlreichen europäischen Jazzfestivals auf, unternahm viele Tourneen (darunter 1964 eine viel beachtete Tournee durch die UdSSR und die DDR, 1965/1966 durch Nordafrika) und begleitete zahllose Unterhaltungskünstler wie Peter Alexander, Alice Babs, Bill Haley, Bibi Johns, Hildegard Knef, Evelyn Künnecke, Paul Kuhn, Gitta Lind, Angelina Monti, Freddy Quinn und Caterina Valente.
Kurt Edelhagen verstarb nach langer schwerer Krankheit im Alter von 61 Jahren in Köln. Beigesetzt wurde Edelhagen, neben seiner Frau Helga, auf dem neuen Friedhof in Köln-Weiden. Er war in erster Ehe mit Helga (geb. Folkenborn, * 1922; † 1976) verheiratet. Die Opern- und Musicalsängerin Marina Edelhagen ist seine Tochter.

## Gedenken
Nach seinem Tod wurden in Köln-Rath/Heumar eine Straße, 1992 in seiner Heimatstadt Herne im Stadtbezirk Sodingen ein Platz nach ihm benannt.
Zum 10. Todestag Edelhagens fand am 15. Februar 1992 in der Kölner Philharmonie ein Konzert Hommage à Kurt Edelhagen mit der Berlin Big Band unter Leitung von Milo Pavlović, zahlreichen früheren Edelhagen-Musikern und Caterina Valente statt.
Mit dem Titel Edelhagen Remembered widmete 2016 das Bundesjazzorchester sein 500. „Jubiläumskonzert“ dem Bandleader, spielte Arrangements der Edelhagen-Band aus den 1960er und 1970er Jahren und ehrte Edelhagen damit als „wichtigen Wegbereiter des Jazz in der jungen Bundesrepublik“.
Anlässlich des 100. Geburtstages Edelhagens erinnerten im Juni 2020 mehrere Hörfunksender der ARD mit historischen Musikaufnahmen und Würdigungen an den Musiker, darunter Edelhagens ehemalige Haussender SWR und der WDR, der zudem in der Reihe west.art Jazzline am 5. Juni 2020 eine Filmdokumentation von Tobias Kremer („Präzision mit Seele – 100 Jahre Kurt Edelhagen“) ausstrahlte.
Zu Ehren Edelhagens gab die WDR Big Band unter der Leitung von Florian Ross am 13. November 2020 (coronabedingt ohne Publikum und nur im Video-Livestream) ein Konzert unter dem Titel A Tribute to Kurt Edelhagen, bei dem als Solisten die früheren Edelhagen-Musiker Gerd Dudek, Heiner Wiberny und Jiggs Whigham mitwirkten. Dabei wurden ausschließlich Stücke aus dem Repertoire des Edelhagen-Orchesters der 1960er und 1970er Jahre gespielt.

## Diskografie (Auswahl)
Die ersten Schallplatten produzierte Edelhagen für den amerikanischen Markt, wo sie 1949 bei der US-Firma Empire erschienen. „Es handelte sich um reine Jazzarrangements, und Edelhagens Orchester erhielt damit auch im Ausland den Ruf, Deutschlands Bigband Nr. 1 zu sein.“ Weitere Aufnahmen folgten für die Firmen Austroton, Philips, Brunswick und Polydor. Eine Auswahl der 78er-Platten von 1949 bis 1954 ist dokumentiert bei Horst H. Lange.
Erste deutsche Studioaufnahmen fanden in Nürnberg (24. September 1950; Begin the Beguine, Some of These Days, Happy Days Are Here Again, No Can Do und In A Little Spanish Town), Hamburg (4. Februar 1951; Korridor-Swing und Eisbär-Song), Hamburg (7. Februar 1951; Sam’s Song und Wilhelmina), Hamburg (23. Februar 1951; Boogie At All und Paul’s Boogie), in Köln (Februar 1951; Presto aus der „Fantasie In Be-Bop“) und nochmals in Nürnberg (11. März 1951; Moonlight Serenade, Dinah und I’ve Got My Love To Keep Me Warm) statt.
Edelhagen veröffentlichte in den 1950er Jahren Schallplatten auch unter verschiedenen Decknamen, die er vor allem bei der musikalischen Begleitung von Unterhaltungskünstlern und Schlagersängern verwendete: Frank Folken (1951 für Philips), Mike Firestone (Begleitorchester für Caterina Valente 1954 bei Polydor), Monaco-Ball-Orchester, Kai Olsen und sein Tanzorchester, Heinz Hagen, Johnny Kern (u. a. Begleitorchester für Udo Jürgens bei der Polydor-Tochterfirma Heliodor).
- 1954: Rhapsody in Jazz – Ein Kurt-Edelhagen-Konzert (LP, Brunswick)
- 1955: Come On and Hear (LP, Polydor)
- 1956: Glenn Miller Parade (EP, Brunswick)
- 1956: Kurt Edelhagen and his Orchestra (EP, Polydor)
- 1956: Jazz from Germany (LP, DECCA; US-Pressung; mit Liner Notes zur Edelhagen-Band und den eingespielten Titeln von Leonard Feather)

```
1957: 
Kurt Edelhagen Presents
 (LP, Polydor; Aufnahme: 10.–13. Juli 1957, Köln)
```

- 1957: Come on and swing (LP, Polydor; Aufnahme: 16. Oktober 1957, Köln)
- 1958: Orchester Kurt Edelhagen. (EP, Brunswick; Aufnahme: 24. Mai 1958 beim Deutschen Jazz-Festival in Frankfurt/Main.)
- 1959: A Toast to the Bands (LP, Polydor; Aufnahme: 11.–15. Mai 1959, Köln)
- 1959: Come on and dance (LP, Polydor)
- 1960: Ballroom in London (LP, Polydor)
- 1960: Broadway Melodien – Tanz Potpourri (LP, Polydor)
- 1961: Ballroom in Paris (LP, Polydor)
- 1961: Holiday in Brazil (LP, Polydor 46 334)
- 1962: Swingin’ Jazz (LP, Strand; offenbar US-Raubpressung)
- 1963: Dancing Percussion (LP, Polydor)
- 1964: Olympic Hits (LP, Polydor)
- 1964: Kurt Edelhagen and his Concert Orchestra: Concerto (LP, Polydor)
- 1964: Kurt Edelhagen und sein Orchester in Moskau (LP, WDR (Köln); Aufnahme: Mai 1964 im Moskauer Sportpalast; Platte nicht im Handel)
- 1965: Kurt Edelhagen (LP, Amiga; Aufnahme: Juni 1964, Berlin und Dresden)
- 1965: Kurt Edelhagen – Wolfgang Sauer (LP, Amiga; live-Mitschnitt am 16. Juni 1964 im Friedrichstadt-Palast in Ost-Berlin)
- 1966: Swing-Time (LP, Polydor)
- 1966: Kurt Edelhagen And His Orchestra – International (LP, Karussell)
- 1970: Kurt Edelhagen plays Jim Webb (LP, Polydor)
- 1972: Olympia Parade – Original-Musiken zum Einzug der Nationen 26. August 1972 (LP, Polydor, DE: Verkäufe: + 250.000[20])
- 1972: Olympia Parade 2 – Original-Musiken zum Einzug der Nationen 26. August 1972 (LP, Polydor)
- 1972: Kurt Edelhagen – Einzug der Nationen – Olympische Spiele München 1972 (Doppel-LP, Polydor)
- 1972: Big Band Fascination ’72 (LP, Polydor 2371 244)
- 1972: Jazz / Pop (LP, WDR; Platte nicht im Handel)
- 1976: Big Bands of Europe Vol. I. Kurt Edelhagen (LP, Elite Special; Wiederveröffentlichung von Austroton-Platten 1949–1950)
- 1977(?): Die großen Tanz-Orchester 1930–1950 – Kurt Edelhagen (Doppel-LP, Polydor; Aufnahmen 1950–1955, Zusammenstellung Horst H. Lange)
- 1978 (?): Kurt Edelhagen and his Orchestra – Big Band Jazz from Germany (Doppel-LP, Golden Era Records; Raubpressung aus den USA mit Aufnahmen für den Südwestfunk, 1952–1956)
- 1978 (?): Kurt Edelhagen and his Orchestra – Concert Jazz (LP, Golden Era Records; Raubpressung aus den USA, u. a. mit Concerto for Jazz Band and Symphony Orchestra von Rolf Liebermann)
- 1982: Kurt Edelhagen – Portrait (Doppel-LP; Polydor; Aufnahmen von 1953–1975)
- 1997: Die frühen Jahre 1 Jazz pur (CD, Koch International; Erstveröffentlichungen von Aufnahmen für den Südwestfunk 1952–1956)
- 1997: Die frühen Jahre 2 Tanz- und Jazzsongs (CD, Koch International; Erstveröffentlichungen von Aufnahmen für den Südwestfunk 1952–1956 mit Caterina Valente, Alice Babs, Gitta Lind und Chet Baker)
- 2003: Trumpet Blues. 24 Original Recordings (CD, Jazz Elite Special; Wiederveröffentlichung von Aufnahmen für Austroton 1949–1951)
- 2006: Moonlight Serenade (CD, Universal Music jazzclub-serie; 24 Aufnahmen von 1950–1954 für Philips, Brunswick u. Polydor)
- 2007: Up up and away (CD, Universal Music; Wiederveröffentlichung von Kurt Edelhagen plays Jim Webb von 1970)
- 2010: A Toast to the Bands – Swing-Time (CD, Vocalion; Wiederveröffentlichung der Polydor-LPs von 1959 u. 1966)
- 2011: Ballroom in London – Ballroom in Paris (CD, Vocalion; Wiederveröffentlichung der Polydor-LPs von 1960 u. 1961)
- 2011: Dancing Percussion – Olympic-Hits (CD, Vocalion; Wiederveröffentlichung der Polydor-LPs von 1963 u. 1964)
- 2013: Orchester Kurt Edelhagen feat. Mary Lou Williams and Caterina Valente (CD, Jazzhaus, Studio- und Liveaufnahmen von 1954)
- 2021: Kurt Edelhagen & His Orchestra – The Unreleased WDR Jazz Recordings 1957–1974.